# サウラーシュトラ語
サウラーシュトラ語（サウラーシュトラご、英: Saurashtra language）はインド語派に属する言語である。話者であるサウラーシュトラ人は、もともとはグジャラート州に居住していたがインド南部に移住し、定住している。特にタミル・ナードゥ州のマドゥライに彼らのコミュニティが多く存在し、彼らの文化の中心地として残っている。

## 言語名別称
- Palkar
- Patnuli
- Saurashtri
- Sourashtra
- Sowrashtra

## 方言
- 北サウラーシュトラ方言 Northern Saurashtra
- 南サウラーシュトラ方言 Southern Saurashtra